# Igor Cherevchenko
Igor Gennadyevich Cherevchenko - em russo, И́горь Генна́дьевич Чере́вченко (Duxambé, 21 de agosto de 1974) - é um ex-futebolista e treinador de futebol tajique.
É, desde junho de 2015, técnico do Baltika Kaliningrado, clube da Primeira Divisão Russa (que, apesar do nome, é o segundo nível profissional).

## Carreira

### Em clubes
Revelado pelo Pamir Duxambé, Cherevchenko atuou por mais tempo no Lokomotiv Moscou, jogando 123 partidas e marcando 5 gols entre 1996 e 2001. Defendeu ainda Industriya Borovsk, Torpedo Moscou e Alania Vladikavkaz, onde encerrou a carreira ainda jovem, em 2002, prejudicado por seguidas lesões.

### Seleção
Embora seja de origem russa, Cherevchenko atuou pela Seleção Tajique em 8 jogos, entre 1993 e 1994. Não marcou nenhum gol pelos Leões Persas.

### Estatísticas de Cherevchenko na Seleção Tajique
| Tajiquistão | Tajiquistão | Tajiquistão |
| Ano         | Jogos       | Gols        |
| ----------- | ----------- | ----------- |
| 1993        | 4           | 0           |
| 1994        | 4           | 0           |
| Total       | 8           | 0           |

Estatísticas precisas até 12 de novembro de 2014.

## Carreira de treinador
Entre 2008 e 2015, trabalhou como auxiliar-técnico do Lokomotiv Moscou, assumindo 2 vezes o cargo interinamente: em 2014, com a saída de Leonid Kuochuk, e entre maio e junho de 2015, após a demissão de Miodrag Božović. Neste mês, Cherevchenko foi efetivado no comando técnico da equipe. Foram 47 jogos em uma temporada, quando foi demitido. Assumiu o comando técnico do Baltika Kaliningrado em fevereiro de 2017.